# Bukurešťská devítka
Bukurešťská devítka nebo zkráceně B9 (polsky: Bukaresztańska Dziewiątka, rumunsky: Formatul București) je organizace založená 4. listopadu 2015 v Bukurešti v Rumunsku z iniciativy rumunského prezidenta Klause Iohannise a polského prezidenta Andrzeje Dudy během jejich bilaterálního setkání. Jejími členy jsou Bulharsko, Česká republika, Estonsko, Litva, Lotyšsko, Maďarsko, Polsko, Rumunsko a Slovensko. Vytvoření uskupení bylo především důsledkem agresivního postoje Ruska po anexi ukrajinského Krymu a následné ruské intervenci na východní Ukrajině v roce 2014. Všichni členové B9 byli buď členy bývalého Sovětského svazu (SSSR), nebo Varšavské smlouvy vedené Sověty.
Bukurešťská devítka sdružuje státy s celkovým počtem téměř 96 milionů obyvatel, což tvoří zhruba 21,5 % obyvatel celé Evropské unie.

## Dějiny
Od svého založení dne 4. listopadu 2015 uspořádala Bukurešťská devítka několik setkání na různých úrovních.
V červnu 2018, před zasedáním B9 téhož roku, se polský prezident Andrzej Duda vyslovil pro vstup Gruzie a Ukrajiny do NATO.
Dne 25. února 2022 se vzhledem k ruské invazi na Ukrajinu v roce 2022 sešla B9 s Ursulou von der Leyen, předsedkyní Evropské komise.
Summitu B9 dne 10. června 2022 se virtuálně zúčastnil generální tajemník NATO Jens Stoltenberg a také prezidenti České republiky a Slovenska.
Dne 22. února 2023 se představitelé států B9 setkali na summitu ve Varšavě s prezidentem Spojených států amerických Joe Bidenem a generálním tajemníkem NATO Jensem Stoltenbergem. Ve společné deklaraci, kterou přijali členové B9, se spojenci dohodli, že se v případě ohrožení vzájemně podpoří. Text deklarace také označil Rusko jako „nejvýznamnější a přímou hrozbou pro bezpečnost spojenců.“

### Summity hlav států
| Rok  | Datum        | Stát      | Město      | Hostitel                       |
| ---- | ------------ | --------- | ---------- | ------------------------------ |
| 2015 | 4. listopadu | Rumunsko  | Bukurešť   | Klaus Iohannis                 |
| 2018 | 8. června    | Polsko    | Varšava    | Andrzej Duda                   |
| 2019 | 28. února    | Slovensko | Košice     | Andrej Kiska                   |
| 2021 | 10. května   | Rumunsko  | Bukurešť   | Klaus Iohannis a Andrzej Duda  |
| 2022 | 25. února    | Polsko    | Varšava    | Andrzej Duda                   |
| 2022 | 10. června   | Rumunsko  | Bukurešť   | Klaus Iohannis a Andrzej Duda  |
| 2023 | 22. února    | Polsko    | Varšava    | Andrzej Duda a Zuzana Čaputová |
| 2023 | 6. června    | Slovensko | Bratislava | Zuzana Čaputová                |

### Summity ministrů zahraničních věcí

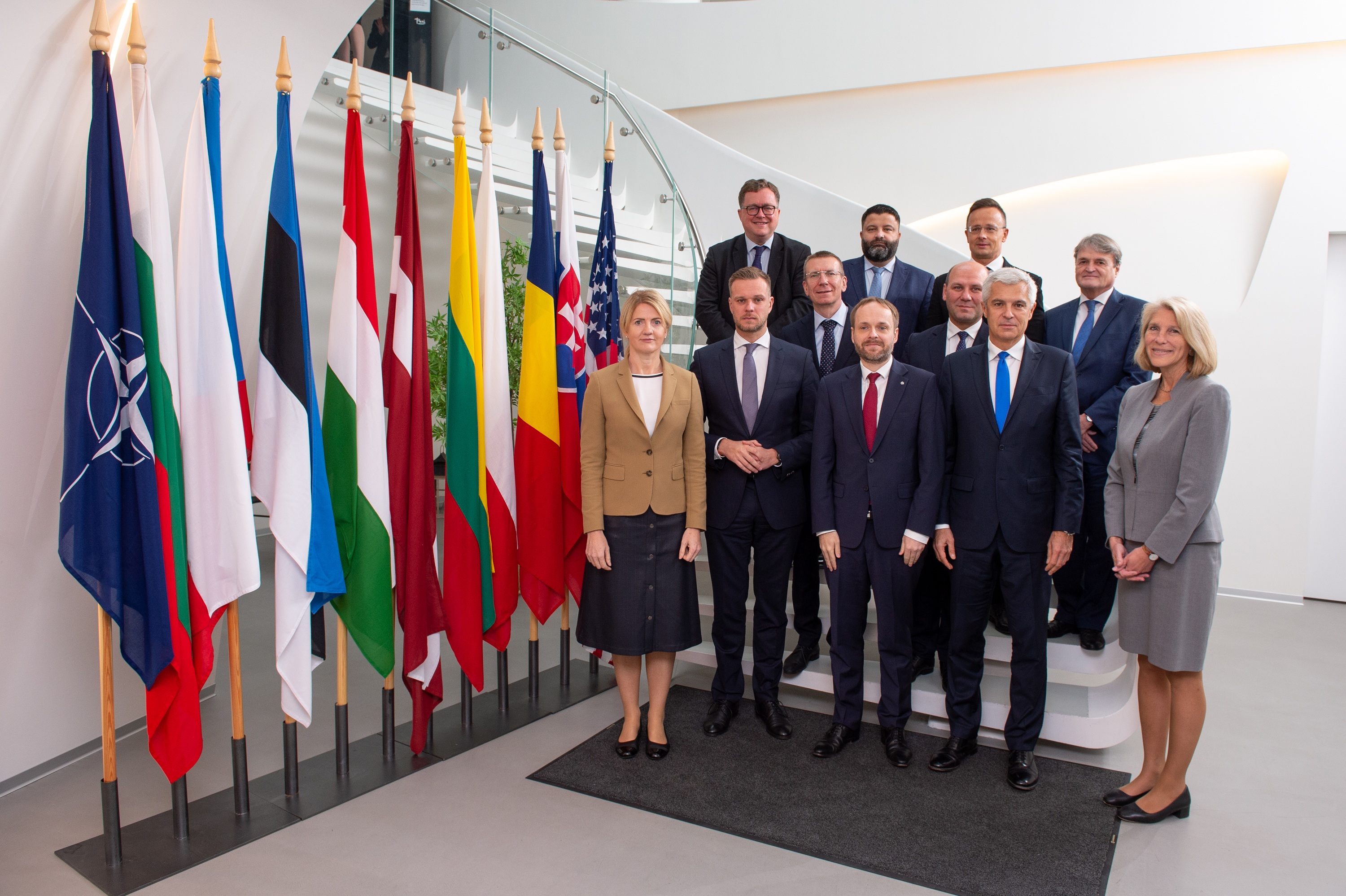
Ministerské setkání Bukurešťské devítky v estonském Tallinnu dne 27. října 2021

| Rok  | Datum        | Stát      | Město      |
| ---- | ------------ | --------- | ---------- |
| 2016 | 8. listopadu | Rumunsko  | Bukurešť   |
| 2017 | 9. října     | Polsko    | Varšava    |
| 2020 | 10. března   | Litva     | Vilnius    |
| 2021 | 27. října    | Estonsko  | Tallinn    |
| 2022 | 31. března   | Slovensko | Bratislava |

### Summity ministrů obrany
| Rok  | Datum          | Stát     | Město    |
| ---- | -------------- | -------- | -------- |
| 2018 | 12.–14. března | Rumunsko | Bukurešť |
| 2019 | 4. dubna       | Polsko   | Varšava  |
| 2021 | 25. listopadu  | Rumunsko | Bukurešť |

## Účel
Hlavními tématy B9 jsou zejména bezpečnostní situace v Evropě, obrana proti kybernetickým hrozbám a šíření dezinformací z pohledu koordinace postojů a zájmů v rámci NATO a v Evropské unii.